# Площи
Площи (укр. Площі) — село в Путильской поселковой общине Вижницкого района Черновицкой области Украины.
До 2020 года входило в Путильский район
Население по переписи 2001 года составляло 283 человека. Почтовый индекс — 59124. Телефонный код — 3738. Код КОАТУУ — 7323581503.